# Aiseau
Aiseau är en ort i Belgien.   Den ligger i provinsen Hainaut och regionen Vallonien, i den centrala delen av landet, 50 kilometer söder om huvudstaden Bryssel. Aiseau ligger 117 meter över havet och antalet invånare är 10 906.
Terrängen runt Aiseau är huvudsakligen platt. Aiseau ligger nere i en dal. Runt Aiseau är det ganska tätbefolkat, med 111 invånare per kvadratkilometer.. Närmaste större samhälle är Charleroi, 10,1 kilometer väster om Aiseau. 
Omgivningarna runt Aiseau är en mosaik av jordbruksmark och naturlig växtlighet.